# Itea (genre)
Pour les articles homonymes, voir Itea.
Genre
Classification APG III (2009)
Itea est un genre d'arbustes ou de petits arbres de la famille des Grossulariaceae selon la classification classique, ou de celle des Iteaceae selon la classification phylogénétique (APGIII). Elle est originaire de l'Asie du sud-est et pour une de l'est de l'Amérique du nord.

## Liste d'espèces
- Itea amoena Chun
- Itea chinensis Hook. & Arn.
- Itea coriacea Y.C.Wu
- Itea glutinosa Handel-Mazzetti
- Itea ilicifolia Oliv.
- Itea indochinensis Merrill
- Itea kiukiangensis C.C.Huang & S.C.Huang
- Itea kwangsiensis H.T.Chang
- Itea japonica Oliv.
- Itea macrophylla Wallich
- Itea nutans Royle
- Itea oldhamii C.K.Schneid.
- Itea omeiensis C.K.Schneid.
- Itea parviflora Hemsl.
- Itea rhamnoides (Syn.: Choristylis rhamnoides Harv., Choristylis shirensis Baker f.)
- Itea riparia Collett & Hemsley
- Itea tenuinervia S.Y.Liu
- Itea virginica L.
- Itea yangchunensis S.Y.Jin
- Itea yunnanensis Franch.